# Brasília Búfalos
O Brasília Búfalos foi um clube de basquete brasileiro, sediado em Brasília, no Distrito Federal. Disputou em 2018 a Liga Ouro, categoria de acesso ao Novo Basquete Brasil.

## História
O Brasília Búfalos foi criado em 2018 com o objetivo de levar novamente uma equipe de basquete de Brasília aos principais campeonatos da modalidade no País. Após o fim da história vitoriosa do Instituto Viver Basquetebol, parte dos integrantes da extinta equipe fundaram um novo clube. Os Búfalos também mantiveram o Ginásio ASCEB como principal casa do basquete na capital federal. O animal foi escolhido para dar nome à nova equipe por passar uma imagem de segurança, força e atitude.
Com uma equipe com média de idade de 22,2 anos de idade, o primeiro desafio do Búfalos Brasília é levar a cidade de volta à elite do basquete nacional. A Liga Ouro de 2018 é o campeonato de estreia da equipe, que correu o risco de não poder disputar o torneio devido ao atraso para acertar com um patrocinador.  O único amistoso preparatório do time antes da primeira partida oficial foi uma vitória contra o conjunto sub-22 do Palmeiras.
A primeira partida oficial do Brasília Búfalos ocorreu no dia 27 de fevereiro de 2018, contra o Blumenau, em Santa Catarina, pela Liga Ouro. O placar final foi de 64 a 57 para os catarinenses. Após campanha mediana na fase de classificação, a equipe foi eliminada nas quartas de final do torneio, ao perder por 2-1 na série contra o APVE/Londrina. 
A equipe deixou de existir logo após o fim do campeonato.